# Tunes (Silves)
Tunes ist eine ehemalige portugiesische Gemeinde im Kreis Silves mit 12,9 km² Fläche und 2560 Einwohnern (Stand 30. Juni 2011). Die Bevölkerungsdichte beträgt 199 Einwohner pro km². 
Einige Historiker glauben, dass dieser Ort ursprünglich von Menschen aus Tunis, Tunesien, bewohnt wurde und daher auch der Name Tunes rührt.

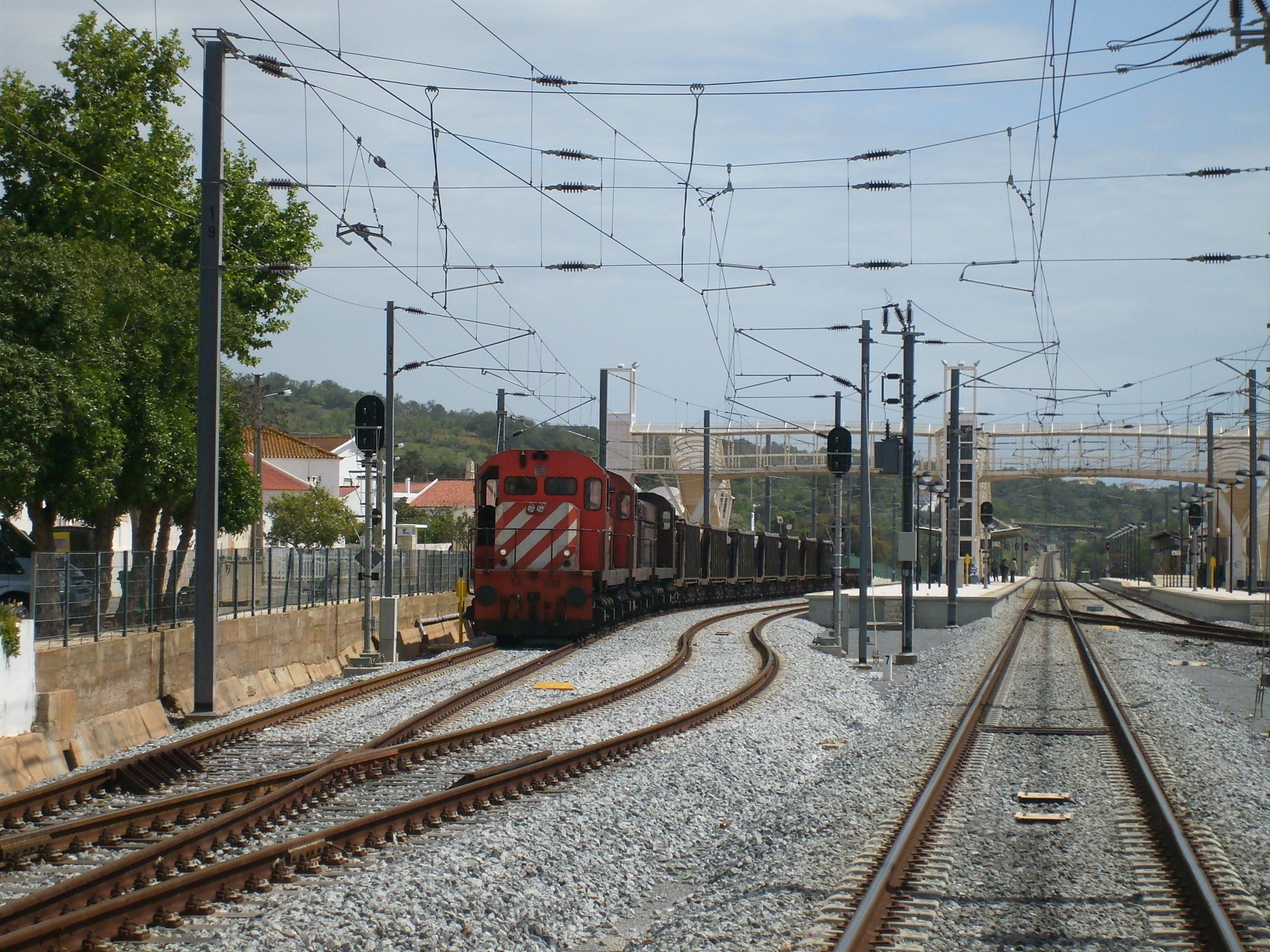
Bahnhof von Tunes

Der Ort ist hauptsächlich für seinen Bahnhof bekannt.
Hier beginnt die Linha do Sul und trifft auf die Linha do Algarve.
Die Station ist auch ein Halt des Alfa Pendular zwischen Faro und Lissabon.